# Mühlehorn
Mühlehorn é uma comuna da Suíça, no Cantão Glaris, com cerca de 444 habitantes. Estende-se por uma área de 7,75 km², de densidade populacional de 57 hab/km². Confina com as seguintes comunas: Amden (SG), Obstalden, Quarten (SG).
A língua oficial nesta comuna é o Alemão.